# Colinas de Gatineau
Colinas de Gatineau (en francés: Collines de la Gatineau) son una formación geológica en Canadá que forma parte de la punta sur del Escudo Canadiense, y actúa como el hombro norte del Valle de Ottawa. También están las estribaciones de las montañas Laurentianas que se extienden hacia el este a través de Quebec, comenzando al norte de Montreal y uniéndose con otras en Vermont y Nuevo Hampshire.
La geología del parque de Gatineau, que abarca estas colinas, se relaciona con la escarpa de Eardley, que es una línea de falla que se extiende a lo largo del borde sur de las colinas. Este acantilado hace que este parque sea un lugar atractivo para los escaladores y excursionistas, y ofrece una hermosa vista de los campos relativamente planos, que se extienden hasta el río Ottawa. 
Las colinas de Gatineau se encuentran en la ciudad de Gatineau, y en la municipalidad del Condado de Les Collines-de-l'Outaouais, en Quebec.